# Crni čaj
Crni čaj je čaj koji ima najdužu fermentaciju. Naime kod zelenih čajeva najvažnije je spriječiti fermentaciju dok ju je kod crnog najvažnije postići. On potječe od iste biljke kao i zeleni čaj (Camellia sinensis). Najveći proizvođači crnog čaja su Šri Lanka, Indija, Kina, Indonezija, Kenija i Nepal.

## Obrada
Postupak se sastoji od više faza: berba, venjenje, valjanje, prosijavanje, fermentacija i sušenje.

## Vanjske poveznice
Egzotik čajevi  Arhivirana inačica izvorne stranice od 18. srpnja 2012. (Wayback Machine)